# Cancionero popular de Villena
El Cancionero popular de Villena es una obra compilada por José María Soler García, hombre polifacético que se dedicó a casi todos los campos de saber relacionados con Villena, su ciudad natal. La obra consiste en una colección de canciones y cantos tradicionales de la comarca de Villena y se compone de dos partes. La primera, dedicada a la música, cuenta con 254 partituras y la segunda, más literaria, contiene un total de 2.469 textos repartidos entre coplas, romances y seguidillas. El material fue recopilado directamente por Soler a excepción de la colección manuscrita que Eduardo Marín había realizado en 1861.
La obra fue galardonada con el premio extraordinario del concurso que realizó el Instituto de Musicología del CSIC en 1949. Ha sido editado en varias ocasiones, la última en 2006, con una tirada de 1000 ejemplares.